# Julia Günthel
Julia Günthel alias Zlata (n. 20 octombrie 1984, Kîzîlorda, Kazahstan) este o contorsionistă și actriță kazahă. Julia a intrat în Cartea Recordurilor în 2007 (Germania), în timp de 12 secunde, ea a spart 3 baloane cu spatele, în 2013 (Turcia) a câștigat pentru cele mai multe sticle de bere deschise cu picioarele într-un minut în timp ce se afla într-o poziție de cot. Este cunoscută și în filmele: Micmacs (2009) și Motoare sfinte (2012).

## Biografie
La vârsta de 25 de ani, a fost supranumită „femeia-elastic”, „femeia-șarpe” sau „zeița flexibilități” și este considerată cea mai bună contorsionistă din lume. Julia este de origine rusă, iar părinții i-au descoperit abilitățile de contorsionst la vârsta de patru ani.

## Filmografie
- Micmacs (2009)[6]
- Au four et au moulin: les coulisses de Micmacs à Tire-Larigot (2010)[7]
- Motoare sfinte (2012) - La cyber-Femme[8]